# 夜まで待てない。
『夜まで待てない。』（よるまでまてない。）は、太田早紀による日本の漫画のシリーズ。

## 概要
春香と司の年の差カップルを主人公にしたシリーズ作品。1999年、『Cheese!』（小学館）に「夜まで待てない。」が掲載。2000年に巻数表示なしで単行本が発売された（シリーズ外の短編も同時収録）。その後、「やっぱり〜」、「まだまだ〜」などを冠した続編が発表され、『やっぱり夜まで待てない。』の単行本が発売。2001年より元のタイトルに戻り、「夜まで待てない。」として続編の連載が開始され、単行本は2巻から発売された。
単行本は、「無印」全1巻、「やっぱり」全1巻、「無印」2巻から8巻までの全9冊である。
ドラマCDも存在する。

## あらすじ
父親の再婚により、高校生の春香に小学6年生の弟ができた。かわいい弟・司にメロメロになる春香だが、そんな春香の思いをよそに、司は春香に迫ってきて……。

## 登場人物
声はドラマCDのもの。
池森春香（いけもりはるか）
声 - 久川綾
本作の主人公の高校1年生。素直で純真な女の子。司の言動に戸惑うが、やがて両思いに。実はやきもち焼き。
池森司（いけもりつかさ）
声 - 石田彰
小学6年生。春香の前では素直な男の子。自分のライバルになりそうな男の前では狡猾さも見せる。
武林哲平（たけばやしてっぺい）
声 - 神奈延年
春香のことを好きなクラスメイト。自分と春香より年下の司のことを認めない。